# Славянски имена
 Славянските имена се образуват от определени думи с важно за хората значение и според него се делят на няколко вида.
Някои имена са свързани с черти на външността или характера (Добрин, Красен, Лъчезар). Други имат пожелателен характер (Здравко, Слава). Трети са предпазно–заклинателни (Черноглав, Найден, Нехтян) – описват човека като грозен, нежелан, лош, с цел да се откажат злите духове да го отвлекат или да му вредят.
След покръстването в България навлизат и имена от библейски произход, най-често староеврейски (Мария, Анна, Иван, Михаил, Гаврил), също гръцки (Николай, Агата, Кириак, Зоя, Варвара) и по-малко латински (Юлия, Адриан).

## Строеж
Имената имат различна цел и значение, съобразно с което се състоят от различни лексикални частици:
- име в чест на божество – името на божеството (пр. Лада) + описание (пр. славя, любя) = Ладислав, Ладолюб...
- име свързано с вярата въобще – бог, -вер + описание = Богомил, Богослав, Богослов, Божидар; Любовер, Добровер...
- име славещо природата, растителния и животинския свят – Брезица, Биляна, Гроздан, Вълкослав...
- име изразяващо място и значение вътре в рода – Първан, Новак, Братомил, Братимир, Сестримил, Родослав...
- име показващо отношение от и към родителите – Ждан (очакван), Хтяна (желана), Немил, Ненад, Благодан...
- име описващо лични качества: външни – бял (Белица), вид (Беловид), крас- (Красен), мал- (Малица); вътрешни – мил (Милица), рад- (Радомил), -мер (велик, могъщ – Мъстимер), търпи- (Търпимир), люб- (Любослав), благ (Благота), драг (Драгота)...
- име изразяващо отношение от и към обществото – мир, -слав (Мирослав, Благослав), -вест (Благовест), гост- (Гостивар), влад- (Владимер, Владислав), държи (Държимер)...
- име свързано с мисленето и познанието – мисл- (Мислигод), -вед (Всевед), мъдр- (Мъдрян),
- име касаещо живота – жит (Житомир), бит (Велебит)...
- име свързано с борба и война – бор (Ратибор), вой (Беривой), рат (война – Ратомил), бран (Бранислав), бой (Боймер, Бойко, Бойчо), плък (полк – Светоплък)...
- пожелателно име – бъди (Бъдислав), буди (Тихобуд)...